# Пікулик
Пікулик (Macronyx) — рід горобцеподібних птахів родини плискових (Motacillidae). Включає 8 видів.

## Поширення
Рід поширений у тропічній Африці.

## Опис
Це стрункі, часто барвисті птахи з довгими хвостами, яким часто махають. Птахи мають довгі задні кігті, які, як вважають, допомагають ходити по траві.

## Види
- Єрник кенійський (Macronyx sharpei)
- Пікулик ефіопський (Macronyx flavicollis)
- Пікулик жовтобровий (Macronyx fuellebornii)
- Пікулик рудогорлий (Macronyx capensis)
- Пікулик жовтогорлий (Macronyx croceus)
- Пікулик золотогорлий (Macronyx aurantiigula)
- Пікулик червоногорлий (Macronyx ameliae)
- Пікулик бурогорлий (Macronyx grimwoodi)